# Sara Copia Sullam
Sara Copia Sullam ou Sarra Coppia Sullam, née entre 1588 et 1592 à Venise (Italie) où elle est morte le 15 février 1641, est une poétesse et écrivaine italienne de confession juive. Très instruite, elle tient salon et entretient, bien que mariée, une relation très intime pendant de nombreuses années, mais seulement par correspondance, avec un écrivain, Ansaldo Cebà, qu’elle admire, mais qu’elle n'a jamais rencontré. Chrétien, il décide, à un moment de sa vie, de devenir moine. Il semble qu'il soit tombé amoureux de Sara, et qu'il lui ait de façon répétée demandé de se convertir au christianisme, ce qu'elle a toujours refusé.
En 1621, Sara est accusée d'hérésie, un crime grave qui la met en danger d'un procès par l'Inquisition. Elle ne reçoit alors aucun support de ses amis, y compris de Cebà, qui se détournent d'elle.
De tous ses écrits, seuls quelques sonnets et son Manifeste en réponse aux accusations d'hérésie, nous sont parvenus.

## Sa jeunesse
D’une famille juive, ses parents, Simon et Ricca Coppia, ont deux autres filles Rachel et Esther. Sara reçoit une éducation de base aussi bien en culture juive qu'en culture italienne, et apprend plusieurs langues étrangères, dont le grec ancien, le latin et l'hébreu. Elle doit une grande partie de son éducation à Leon de Modene.
Dans sa poésie, Sara révèle ses connaissances de l'Ancien Testament mais aussi du Nouveau Testament, ainsi que des œuvres d'Aristote et de Flavius Josèphe. Elle commence à écrire en italien dès son jeune âge, et va continuer tout le restant de sa vie.
Dans sa maison, elle tient un salon littéraire ouvert aux Juifs comme aux intellectuels chrétiens, dont Aldasara Bonifacio.
Adulte, elle se marie avec Jacob Sullam. Aimant les arts, elle et son mari invitent chez eux des artistes, des écrivains, des poètes, des intellectuels et des religieux aussi bien juifs que chrétiens. Elle est décrite comme « une femme qui se plaisait dans le domaine de la beauté et qui cristallisait son enthousiasme dans des vers gracieux, doux et féminins. Jeune, charmante, avec des élans généreux et une puissance intellectuelle aigüe, une ambition fixée sur de nobles accomplissements, une favorite des muses, Sara Copia charmait la jeunesse aussi bien que l'âge mur ».

## Sara et Ansaldo Cebà
En 1618, Sara lit le drame L'Ester, écrit par un écrivain du nom d’Ansaldo Cebà, de vingt-sept ans son aîné. Ansaldo Cebà, qui avait été diplomate dans sa jeunesse, avait décidé de devenir moine et s'était retiré dans un des monastères de Gênes.
Le livre de Cebà fait grande impression sur Sara, qui lui écrit une lettre où elle indique qu'elle porte en permanence le livre sur elle, et qu'elle dort même avec. Cebà répond à la lettre de Sara. Débute alors une correspondance de quatre ans, accompagnée d'échanges de cadeaux et de poèmes entre eux.
Ansaldo Cebà écrit à Sara qu'il désire la convertir au catholicisme. Il est conscient de la beauté de la jeune femme, car il a envoyé un de ses domestiques apporter des cadeaux à Sara et à une des occasions, Sara lui a envoyé son portrait, en écrivant : « Ceci est le portrait de celle qui vous porte profondément gravé dans son cœur », et avec son doigt pointé vers sa poitrine, rajoute : « Ici réside mon idole, et je m'incline devant elle ».
Le désir de convertir Sara au christianisme, devient plus insistant. Il semble qu'Ansaldo Cebà soit tombé amoureux d'elle, un amour qui n'est pas nécessairement juste platonique. Leur correspondance devient de plus en plus intime, avec parfois certaines allusions physiques et  des insinuations sexuelles. Les deux semblent jouer au jeu de l'amour, bien que rien ne soit complètement avoué. Ansaldo Cebà écrit à Sara que si elle se convertit au christianisme, ils seront réunis au Ciel après leur mort.
Le nom de Sara s'écrivait initialement Coppia, signifiant paire ou couple, et dans une des lettres adressée à Sara, Cebà écrit que les deux lettres p de son nom, sont une indication que les deux peuvent devenir un couple, bien qu'il soit moine catholique et qu'elle soit mariée. À la suite de cette lettre, Sara écrira désormais son nom avec un seul p: Copia, pendant tout le restant de sa correspondance.
Cebà vieillissant et dont la santé s'altère, n'a plus qu'un seul désir, celui de convertir Sara, mais celle-ci ne va jamais se soumettre à son vœu. Elle lui donne cependant la permission de prier pour sa conversion au christianisme, et en retour il l'autorise à prier pour la sienne au judaïsme. Sara et  Cebà ne se sont jamais rencontrés.
En 1623, Cebà publie les 53 lettres qu'il a écrites à Sara. Les lettres de Sara n'ont jamais été publiées et sont considérées comme perdues.

## LeManifeste

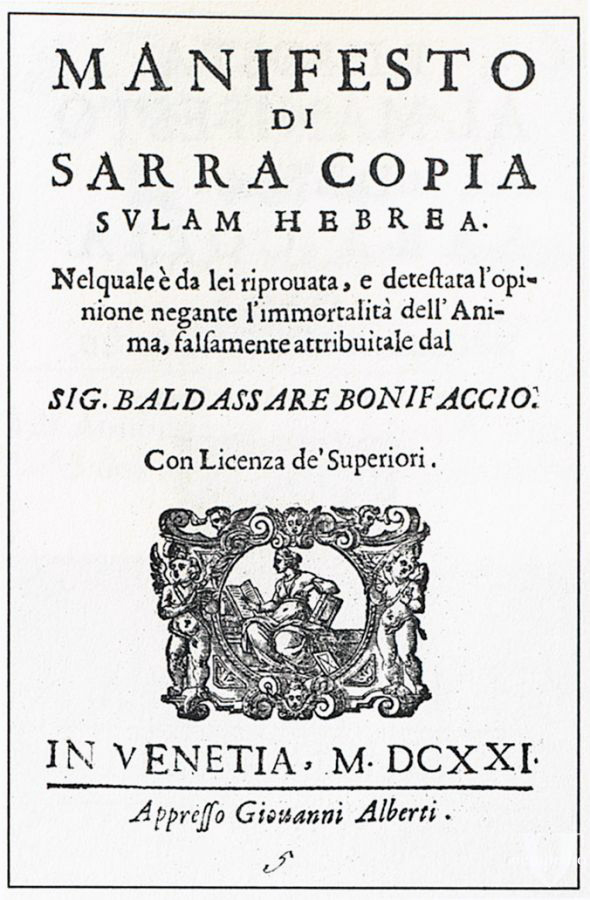
Couverture du Manifesto de Sara Copia Sulam.

Baldassare Bonifacio est un ecclésiastique important qui a été plusieurs fois invité à des réceptions offertes par Sara et son mari.
En 1621, il écrit un traité Immortalità dell’anima (Sur l’immortalité de l’âme). Selon le témoignage de Bonifacio, il aurait découvert, deux ans auparavant, que Sara ne croyait pas en l'immortalité de l'âme. C'est une accusation très sérieuse de crime contre la foi, qui peut conduire à une condamnation par l'Inquisition,.
Sara répond à Bonifacio en écrivant son Manifesto di Sarra Copia Sulam hebrea Nel quale è da lei riprovate, e detestata l’opinione negante l’Immortalità dell’Anima, falsemente attribuitale da Sig. Baldassare Bonifacio (Le Manifeste de Sara Copia Sulam, une femme juive, dans lequel elle réfute et désavoue l'opinion niant l'immortalité de l'âme, faussement attribuée à elle par le Signor Baldassare Bonifacio). Le Manifeste est dédié à son père bien-aimé, mort quand elle avait 16 ans. Dans cet ouvrage, elle défend son point de vue et attaque Bonifacio,.
Au début de sa réponse aux accusations de Bonifacio, Sara place le poème suivant :   
Oh Seigneur, Tu connais mes plus intimes espoirs et pensées.

Tu sais que chaque fois que devant Ton trône de jugement

Je répandais des larmes de sel, et poussais des lamentations.

Ce n'était pas pour des vanités que je suppliais.

Oh, tourne vers moi Ton regard chargé de miséricorde,

Et voit comment une méchanceté envieuse me fait gémir !

Le linceul sur mon cœur, par erreur lancé,

Enlève le ; illumine moi de Tes pensées radieuses.

À la vérité, ne laisse pas la moquerie du railleur perfide.

Oh Toi, qui a insufflé en moi une divine étincelle.

La fourberie de la langue menteuse détruit en silence,

Protège moi de son venin, Toi, mon Roc,

Et montre à ce calomniateur malveillant par ce signe

Que Tu me protège avec Ta puissance sans fin.
Sara envoie une copie de son Manifeste à Cebà, mais il ne lui répondra que plusieurs mois après et, au lieu de lui venir en aide, il la presse encore une fois de se convertir au christianisme. C'est la dernière lettre envoyée par Cebà, qui meurt peu de temps après.
La plupart de ses amis cessent de la soutenir pendant cette période où elle en a le plus besoin, jusqu'en 1625, où un auteur anonyme publie un papier pour sa défense. Sara meurt après trois mois de maladie.
Léon de Modène publie à Venise en 1619, une tragédie d'Esther, qu’il dédie à la « noble juive vénitienne Sara Copia Sullam. »